# Шарл Люсиен Бонапарт
Шарл Люсиен Жул Лоран Бонапарт (на френски: Charles Lucien Jules Laurent Bonaparte) е френски зоолог, работил главно в областта на орнитологията. Той е син на Люсиен Бонапарт и племенник на френския император Наполеон I, като носи титлата принц на Канино и Музиняно.

## Биография
Шарл Люсиен Бонапарт е роден през 1803 година в Париж, но прекарва детството си в Италия. През 1822 заминава за Съединените щати, където започва да се занимава с орнитология. Между 1825 и 1833 публикува четиритомната книга „American Ornithology“, която утвърждава репутацията му като учен. В края на 1826 се завръща в Европа и посещава Германия, където се запознава с Филип Якоб Крецшмар, и Англия, където се среща с Джон Едуард Грей. През 1828 се установява в Рим и между 1832 и 1841 издава голямо изследване на животните в Италия, озаглавено „Iconografia della Fauna Italica“.
През 1849 година Бонапарт се включва в революцията, насочена срещу австрийската власт в Италия. Той е избран в Римското събрание, което обявява създаването на независима Римска република. Участва и в защитата на града срещу френските войски, изпратени от братовчед му Луи Наполеон, но след разгрома на републиканците е принуден да напусне Италия.
През следващите години Шарл Бонапарт пътува в Нидерландия и Великобритания, докато получава разрешение да се върне в Париж, където остава до края на живота си. През този период той пише „Conspectus systematis ornithologiae, mastozoologiae, reptologiae et amphibologiae, ichthyologiae“ (1850), „Tableau des oiseaux-mouches“ (1854) и издадната посмъртно „Ornithologie fossile“ (1858).